# Kehmen
Kehmen (luxemburgisch Kiemenⓘ) ist eine Ortschaft in der Gemeinde Burscheid, Kanton Diekirch, im Großherzogtum Luxemburg.

## Lage
Kehmen liegt auf einer Höhe von 480 Metern. Durch den Ort verlaufen die CR 308 und die CR 349. Nachbarorte sind im Westen Heiderscheid, im Süden Scheidel und im Osten Burscheid.

## Allgemeines
Kehmen ist ein kleiner ländlich geprägter Ort und ist von Feldern umgeben. Die Filialkirche in der Ortsmitte wurde 1906 im Stil der Neugotik errichtet und ist dem hl. Albinus geweiht. Die Kirche gehört zur Pfarre Burscheid.